# Real Monasterio de Santa María de Sigena
El Real Monasterio de Santa María de Sijena  (también, Sixena y Sigena) es un monasterio del siglo XII situado en el término municipal de Villanueva de Sigena (Monegros, Huesca) hecho construir por Sancha de Castilla (reina consorte de Alfonso II de Aragón) como monasterio destinado a religiosas hospitalarias.
La fundación de Santa María de Sijena tuvo lugar el 23 de abril de 1188, cuando ingresaron como «dueñas» o religiosas monjas de la Orden de San Juan de Jerusalén pertenecientes en buen parte a las familias de mayor alcurnia (realeza y linajes de ricoshombres aragoneses). Pronto formaron comunidad con tres clases o estamentos: sorores o domne (religiosas claustrales), iuniores (niñas educadas por las religiosas, que vivían en el monasterio) y media cruz (religiosas obedenciales y servidoras de la comunidad). 
El rey de Aragón Pedro II el Católico murió excomulgado en la batalla de Muret , cerca de Toulouse, el 12 de septiembre de 1213. 
El rey fue enterrado en Toulouse, pero las monjas de Sijena, algunas de las cuales eran hermanas del rey, lucharon ante el Papa para que sus restos pudieran volver a su tierra y ser enterrados en Sijena. 
La recreación del sepelio de Pedro II, que se produjo en 1217 y convirtió al monasterio de Sijena en Panteón Real, se realizó como un acto destacado en el monasterio. 
Hasta 1292 fueron prioras del monasterio Ozenda de Lizana, Urraca de Entenza, Toda Ortiz, Elisenda de Querol e Inés de Benavente. Teresa Jiménez de Urrea fue priora desde 1292 hasta 1321 y le sucedió la infanta Blanca, hija del rey Jaime II de Aragón, fallecida en 1348. La hermana de la infanta Blanca, María, cuando enviudó tomó los hábitos y se retiró al monasterio.

## Historia

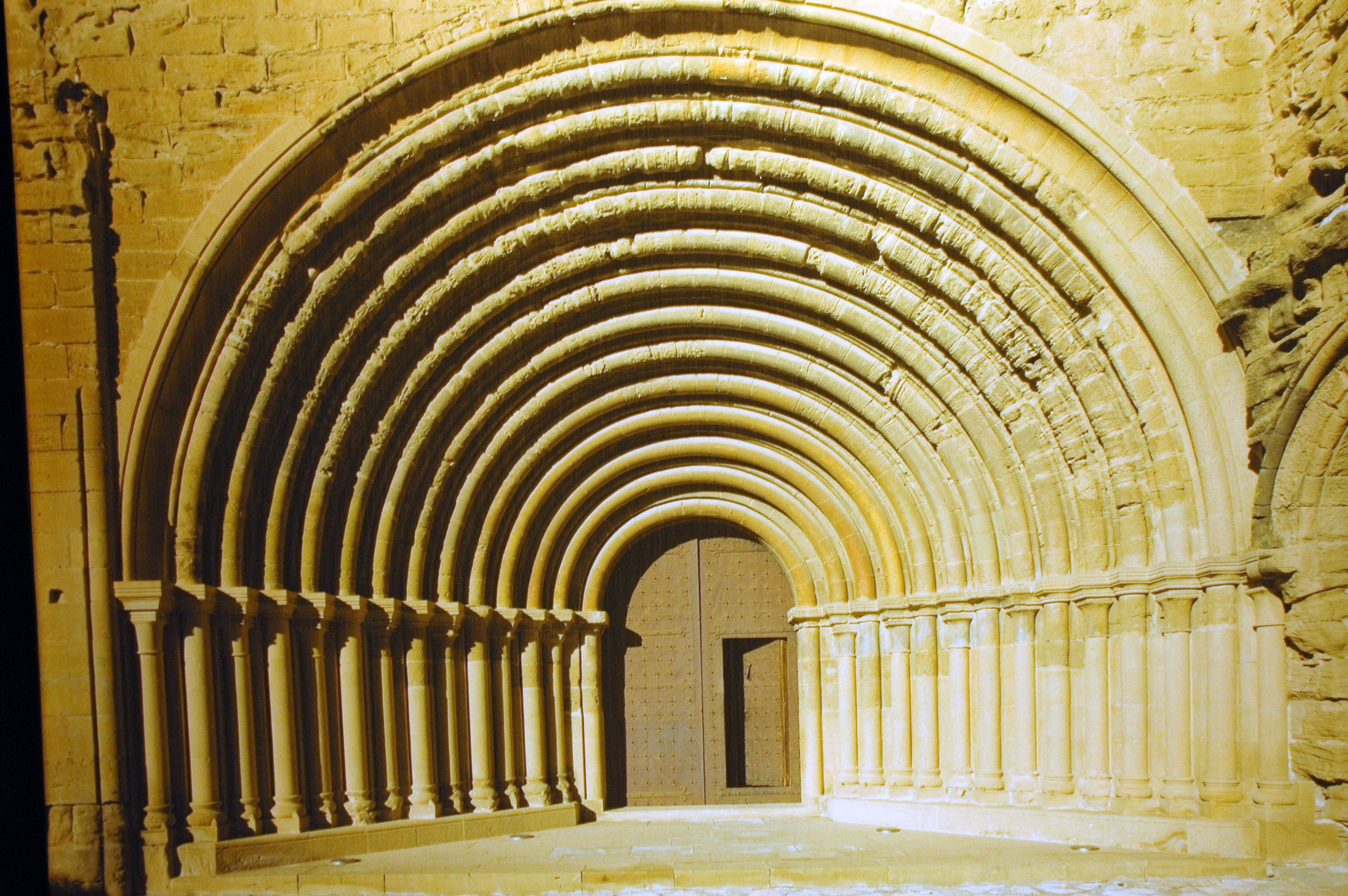
Portada de la iglesia del monasterio, con catorce arquivoltas

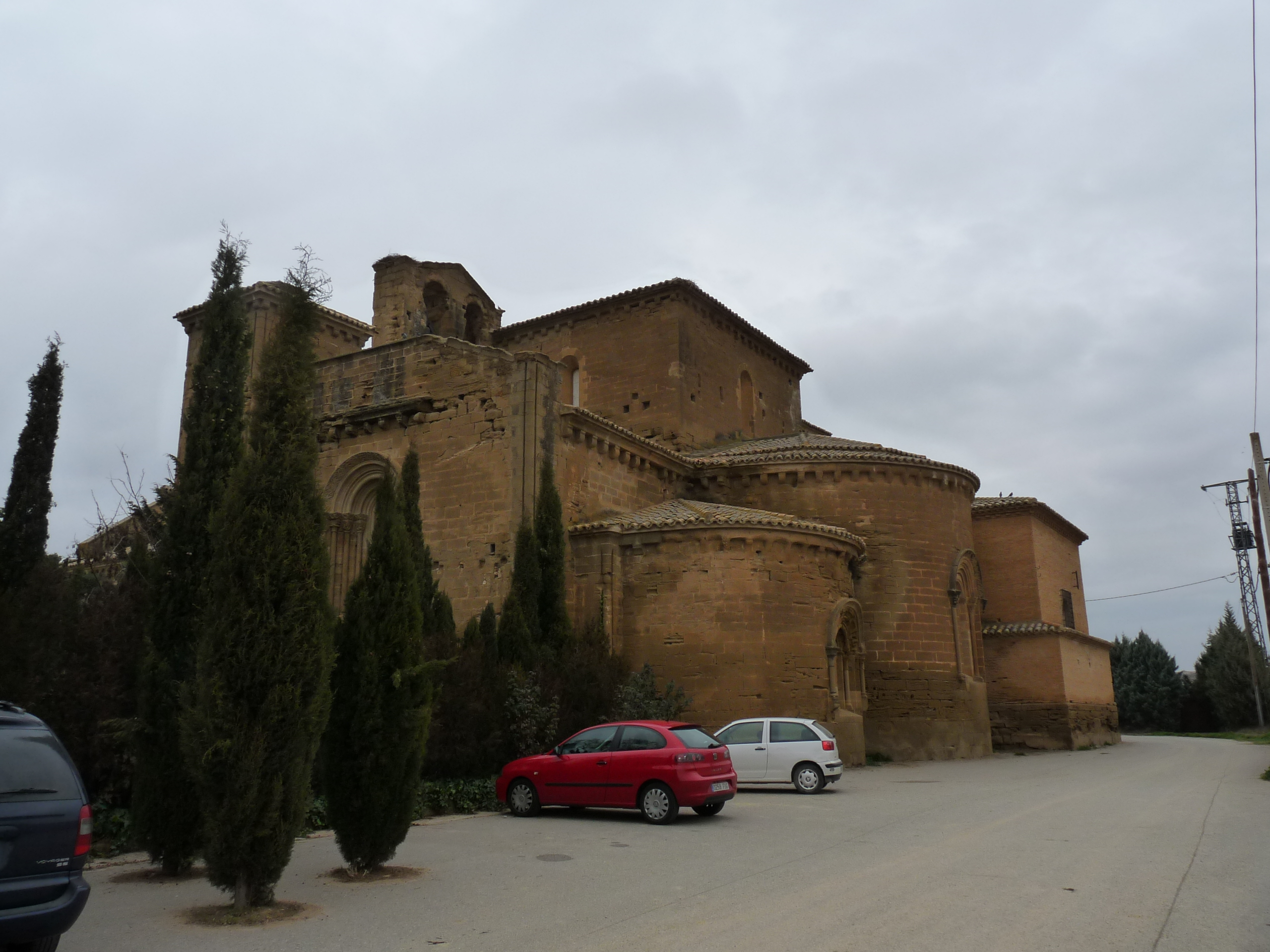
Ábsides

La construcción comenzó hacia 1183 y quedó consagrada ya el año 1188 por el obispo Ricardo de Huesca (1187-1201). Monasterio dúplice de monjas y frailes, aunque desde el principio gobernado por las prioras. La fundadora, Sancha, muere en 1208 y recibe sepultura en el monasterio. Comienza entonces una época de crisis que solo termina cuando Jaime I le da su protección. En tiempos de este rey hubo una segunda consagración documentada en 1258. Mediado el siglo XIII vuelve la decadencia económica hasta que, en 1298, Jaime II lo acoge bajo su amparo dando inicio a una nueva época de esplendor. Durante el priorato de Blanca de Aragón, en la primera mitad del siglo XIV, el monasterio fue enriquecido con tapices, retablos, pinturas, mobiliario y obras de arte. En el largo interregno que cerró el Compromiso de Caspe en 1412, las «dueñas» de Sigena tomaron partido por el conde Jaime II de Urgel. Resultado del compromiso fue la derrota de Jaime y la proclamación de Fernando I de Aragón, de la casa Trastamara. La nueva casa reinante, que nada tenía que ver con la dinastía fundadora, ignoró al monasterio de Sigena.
Durante los siglos XVI y XVII continuó la vida monástica, regulada en 1588 con la aprobación del Libro Consueta o Tercera Regla, una adaptación de la regla redactada para este monasterio en 1188 por el obispo de Huesca, Ricardo. En aquellos años, Sigena ya no era ni archivo real ni corte e incluso, durante los siglos XVII y XVIII, desapareció la vida comunal.
La desamortización de 1835 le privó de la mayor parte de sus bienes y la comunidad fue obligada a abandonarlo. Las monjas regresaron algunos años más tarde, momento en el que se ejecutaron algunas obras de reconstrucción.
En agosto de 1936, en el ambiente anticlerical de la II República y a comienzos de la guerra civil española, el monasterio fue incendiado y arrasado por milicianos anarquistas aragoneses y catalanes, salvándose solamente la iglesia románica y el Panteón Real. Muchas obras de arte fueron destruidas o saqueadas y las tumbas de los reyes de Aragón fueron profanadas.
Las monjas de San Juan de Jerusalén abandonan el monasterio a principios de la década de 1980. En 1985 llega a Sigena un grupo de religiosas de la Familia monástica de Belén, de la Asunción de la Virgen y de San Bruno, que habita el monasterio actual. Desde 1950 se han llevado a cabo obras de reconstrucción en la iglesia, el refectorio, la sala capitular y el claustro.

### El archivo del monasterio
Los documentos del monasterio conservados hasta nuestros días se encuentran en el Archivo Histórico Provincial de Huesca donde ingresaron en 1941. La documentación está constituida por pergaminos, libros y legajos, fechados entre 1173 y 1923, que reflejan la historia del monasterio, su funcionamiento y la vida cotidiana de las monjas, a través de privilegios concedidos al monasterio, testamentos, escrituras notariales, ventas, donaciones, etc. Cabe destacar la serie de expedientes de limpieza de sangre (siglos XVII-XVIII) exigidos a las futuras monjas antes de su ingreso en el monasterio. También existen libros que describen documentos del convento gracias a los cuales se conocen muchos de los que no se han conservado.
El archivo del monasterio albergó también documentos de los reyes de Aragón desde el reinado de Jaime I hasta 1308, año en que se decide su traslado al monasterio de San Juan de Jerusalén en Barcelona.

## Arquitectura

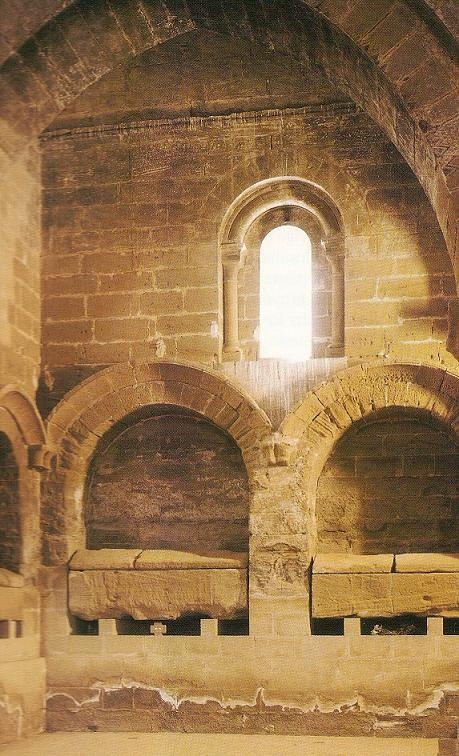
Tumbas reales

Hoy en día, del importante conjunto medieval solo quedan en pie el templo y otras dependencias. En la plaza del monasterio se levantan la hospedería, las ruinas del palacio prioral y la iglesia. En el exterior de esta última destaca la portada, de estilo románico, y junto a esta, un arcosolio hoy vacío. La torre de señales fue edificada en el siglo XII y junto a ella se levanta un sólido torreón rectangular, pétreo, de la antigua fortificación. En la cabecera se pueden observar dos ábsides —el central y el del lado de la Epístola— y el exterior del panteón de las religiosas, del siglo XVIII.
El interior del templo, hoy vacío, tiene planta de cruz latina, una nave, un amplio crucero y tres capillas absidiales en la cabecera. Se cubre por bóvedas de cañón apuntadas sobre arcos fajones y el crucero lo hace con una bóveda de crucería. Quedan todavía algunos restos de las pinturas que decoraron sus muros. El panteón real se levanta en el lado izquierdo del crucero. De traza románica, acoge las tumbas de piedra arenisca de la reina Sancha de Castilla (esposa de Alfonso II de Aragón) y de sus hijos, el rey Pedro II, la infanta Dulce y la condesa Leonor de Aragón. El coro ocupa los tres últimos tramos del cuerpo de la iglesia, pero ahora es al revés, y se separaba del resto del templo por un monumental paramento barroco.
El claustro es la parte más ruinosa del conjunto y su aspecto actual es fruto de la reconstrucción llevada a cabo por Chueca Goitia en 1974. Se encuentra en pie la nave paralela a la iglesia y la mitad de la que da acceso a la sala capitular, de la que se extrajeron las pinturas en 1936 para su protección durante la Guerra Civil tras ser incendiado el monasterio por tropas republicanas procedentes de Cataluña, y que se conservan en el Museo Nacional de Arte de Cataluña, en Barcelona. El antiguo refectorio sirve en la actualidad como capilla de la comunidad. De otras dependencias hay que citar los restos de los dormitorios de las religiosas y del palacio prioral.

## Contenido

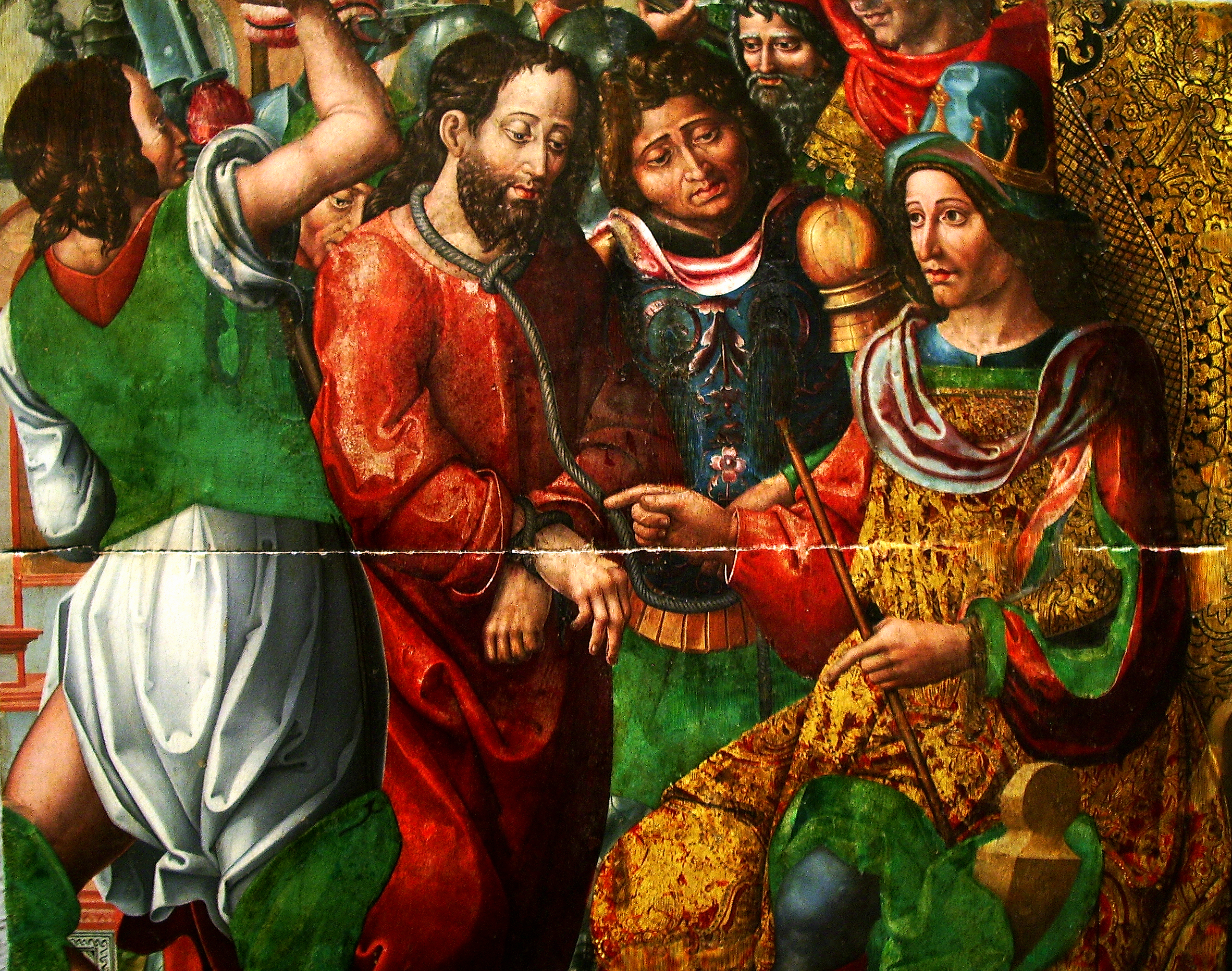
Cristo ante Herodes, tabla del retablo mayor, obra del maestro de Sigena (Museo de Zaragoza)

El monasterio albergaba gran cantidad de pinturas murales, mobiliario y obras de arte, patrimonio que ha ido perdiendo durante las numerosas crisis de abandono y dejadez, del que se perdió gran parte con la Guerra Civil. Las pinturas de la sala capitular se extrajeron en 1936 para su protección durante la Guerra Civil tras ser incendiado el monasterio por elementos republicanos procedentes de Barcelona y que también asesinaron al cura de la localidad y actualmente se conservan en el Museo Nacional de Arte de Cataluña. Este Museo lleva varios años en litigios emprendidos por el Gobierno de Aragón y el Ayuntamiento de Villanueva de Sijena que exige que esas pinturas murales, depositadas allí en 1936 pero de las que el museo carece de título de propiedad, vuelvan de nuevo al lugar de donde, según los expertos, nunca debieron ser arrancadas, pero las malas condiciones de entonces obligaron a llevarlas al museo para su conservación. El Gobierno de Aragón y el Ayuntamiento han ganado ya dos contenciosos por los que el Museo se ha visto obligado a devolver decenas de objetos del monasterio sin considerar el estado de la ubicación final. La plataforma Sijena Sí lucha por que se ejecuten las sentencias y los bienes vuelvan a su lugar de origen, aunque fueron sus antecesores y vecinos de Sijena, quienes con su ayuda y permiso contribuyeron a recuperar las obras y enviarlas al museo.

### Retablo de la Virgen
El retablo de la Virgen es una obra de pintura al temple sobre tabla realizada entre 1367 y 1381 por un maestro anónimo que se ha identificado con Pere Serra o con Jaume Serra. Actualmente se conserva en el Museo Nacional de Arte de Cataluña.

## Conflicto sobre los bienes del monasterio de Sigena

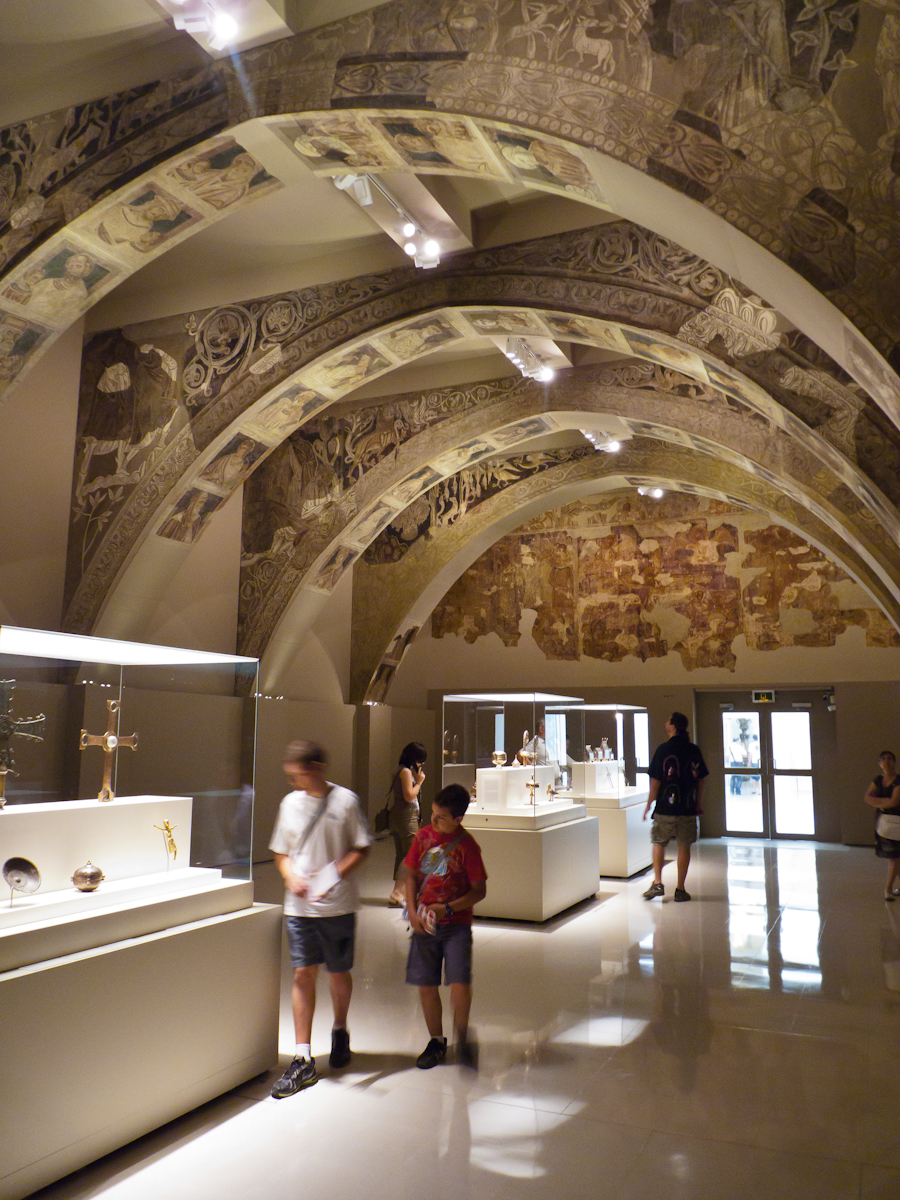
Pinturas procedentes de la sala capitular conservadas en el MNAC

Cuando las hermanas de la Orden de Malta, propietarias del convento, vendieron los bienes artísticos del monasterio de Sigena a la Generalidad de Cataluña, se generó un conflicto entre los Gobiernos de Aragón y Cataluña por estos bienes. Las ventas, que tuvieron permiso eclesiástico, se realizaron en 1982 (44 piezas por 66 millones de pesetas) y 1992 y 1995 (52 piezas por 39 millones) y fueron parte de una permuta de terrenos.
Las operaciones fueron denunciadas por el Gobierno de Aragón por considerar que tenía derecho de tanteo para adquirir las obras. Según el Gobierno de Aragón, algunas de estas obras fueron compradas según la normativa legal. Existe un segundo grupo que también fue adquirido legalmente por la Generalidad, pero sin dar opción a Aragón a ejercer su derecho de tanteo. Finalmente hay un tercer grupo de piezas que están en depósito y siguen siendo propiedad de la orden.

### Sentencia del Tribunal Constitucional
Tras 14 años de deliberación, el Tribunal Constitucional emitió su veredicto, en el que fue el asunto más antiguo y longevo del Tribunal Constitucional, en el que dio la razón a Cataluña y declaró inconstitucionales y nulas las dos disposiciones presentadas por los gobernantes aragoneses en 1998, en las que planteaban el derecho de retracto de esa comunidad. Sin embargo, la Sentencia del Tribunal Constitucional ya decía que no entraba en la legalidad de la venta ni en la calificación de los bienes.

### Sentencia del juzgado n.º 1 de Huesca
El abogado Jorge Español Fumanal, en representación del Ayuntamiento de Villanueva de Sigena, continuó litigando e interpuso una demanda, junto con el Gobierno de Aragón, para declarar nulas las ventas del tesoro artístico del monasterio de Sigena. La demanda fue acogida favorablemente por el Juzgado de Primera Instancia número 1 de Huesca, que mediante la sentencia número 48/2015 de 8 de abril de 2015 decretó la nulidad de pleno derecho de esas ventas y la reintegración de dicho tesoro artístico vendido al monasterio de Sigena, dado que se trata de un monumento nacional indivisible y además las ventas se hicieron sin informar a las administraciones que tutelaban el monumento, aparte de que ni siquiera constaba que se pagara el precio.
Se fijó el 25 de septiembre de 2015 como fecha de devolución de las piezas, que tendrían que ser entregadas por la Generalidad de Cataluña y por el Museo Nacional de Arte de Cataluña en las dependencias del monasterio aragonés en ejecución provisional de sentencia. Sin embargo, las instituciones catalanas desobedecieron la sentencia.
El 25 de febrero de 2016, los consejeros de Cultura de sendos gobiernos autonómicos anunciaron que Cataluña devolvería de inmediato 53 de las 97 piezas del monasterio, solo aquellas que no estaban catalogadas, que jamás se habían expuesto y que permanecían en diferentes almacenes. Sin embargo, por oposición de la Generalidad este acuerdo no se materializó.
Una nueva orden judicial fijó el 25 de julio de 2016 como fecha definitiva de devolución, contemplando multas de 3000 € por cada día de incumplimiento. El 26 de julio se produjo el traslado de 53 piezas por las que ya había estado a punto de cuajar un acuerdo en febrero entre las administraciones, mientras que las otras 44 piezas se mantuvieron retenidas en Lérida.

### Plataforma Sijena Sí
El 8 de abril de 2017 se constituyó una plataforma ciudadana que reivindica y se moviliza por el retorno al monasterio de las obras de arte en disputa.

### Fin del Conflicto. Regreso a Aragón
A finales de noviembre de 2017, esta disputa se resolvió por orden del Ministro de Educación, Cultura y Deporte, Íñigo Méndez de Vigo, debido a que tras la aplicación del artículo 155 en Cataluña, además de Ministro también es responsable de la consejería de Cultura de la Generalidad.
El 11 de diciembre de 2017 en cumplimiento de una orden judicial las obras se trasladaron de Lérida a Sijena. La consejera aragonesa de Cultura, Mayte Martín, declaró: "Es una jornada histórica para la comunidad autónoma de Aragón. Lo que ha ocurrido hoy es que se ha cumplido la legalidad, y por ello, se ha hecho justicia con el pueblo aragonés por cuanto se ha cometido un acto de defensa de su identidad y de su patrimonio."
El traslado estuvo rodeado de una importante tensión con grupo de independentistas catalanes, llegando a picos máximos de unas 300 personas protestando, que se agolpaban a la entrada del museo para imposibilitar la salida del camión y la furgoneta que han servido para llevar las obras a Sijena.
Los vecinos de Sijena recibieron los bienes entre vítores y exclamaciones de alegría.

## DocumentalEl sueño de Sigena
El documental El sueño de Sigena, de 2021, dirigido por Jesús Garcés Lambert y coproducido por Juan Emilio Naya, se centra en los frescos románicos del monasterio, obra de un grupo internacional de artistas.